# Руино
Руи́но (итал. Ruino) — коммуна в Италии, располагается в регионе Ломбардия, в провинции Павия.
Население составляет 760 человек (2008 г.), плотность населения составляет 35 чел./км². Занимает площадь 21 км². Почтовый индекс — 27040. Телефонный код — 0385.
Покровителем коммуны почитается святой Антоний Великий, празднование 17 января. 

## Демография
Динамика населения:

## Администрация коммуны
- Официальный сайт: https://web.archive.org/web/20090614064205/http://www.comune-ruino.it/portal/